# Надшахтна будова

Надшахтні будови шахтоуправління «Покровське». Ліворуч — баштовий копер головного стовбура.

Надшахтна будова (рос. надшахтное здание, англ. pit head, collar house, нім. Schachtgebäude n) — технологічна секція блоку головного (або допоміжного) стовбура шахти, що споруджується безпосередньо над ним.

## Загальний опис

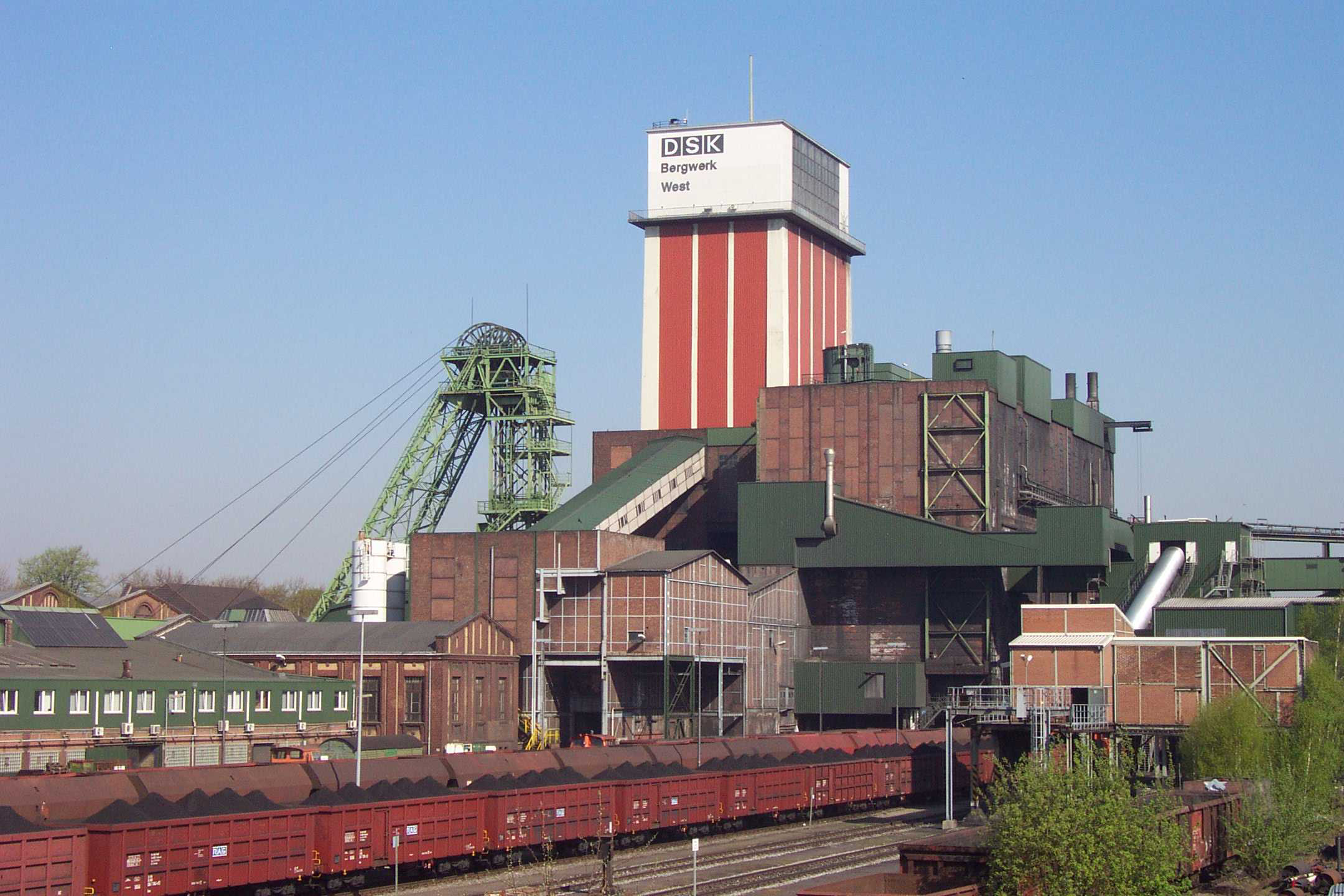
Надшахтні будови шахти «Friedrich Heinrich 1/2» (Німеччина)

Надшахтна будова призначена для виконання операцій, пов'язаних з видачею з підземних виробок на поверхню корисної копалини, її первинною обробкою і початковим транспортуванням, а також для спускання і піднімання матеріалів, обладнання, людей. Надшахтна будова головного стовбура містить відділення для прийому і підготовки (дроблення і сортування) корисної копалини, прийому і навантаження в транспортні засоби породи, дозувальні бункери, живильники і супутнє обладнання. У надшахтній будові допоміжного стовбура проводиться видача породи зі стовбура і транспортування її на поверхню у вагонетках. На сучасних шахтах характерне поєднання баштового копра з надшахтною будовою.